# Daimler L17
Die Daimler L17 war ein Versuchsflugzeug des deutschen Herstellers Daimler-Motoren-Gesellschaft zur Entwicklung eines Leichtflugzeugs aus dem Jahr 1923.

## Geschichte
Die Daimler L17 entstand 1923 bei der Daimler-Motoren-Gesellschaft unter Leitung von Hanns Klemm im Werk Sindelfingen. Sie gehörte zu einer Reihe von Versuchsflugzeugen, die Hanns Klemm für Versuche zur Auslegung eines optimierten Leichtflugzeugs heranzog. In ihrer Grundkonzeption entsprach die Daimler L17 dem typischen Segelflugzeugentwurf der frühen 20er Jahre. Die zunächst motorlosen Flugversuche mit der Daimler L17 dienten in erster Linie der Untersuchung von Flugeigenschaften von Gleitflugzeugen. Später wurden das Flugzeug mit einem 12-PS-Harley-Davidson-Motor ausgerüstet und als motorisiertes Leichtflugzeug für Vergleichsflüge verwendet.
Die als Einzelstück gebaute Daimler L17 wurde 1924 abgestellt und für den Aufbau des zweimotorigen Daimler-Wettbewerbsflugzeugs Daimler L21 verwendet.

## Konstruktion
Die Auslegung der einsitzigen Daimler L17 erfolgte als abgestrebter, verspannter Hochdecker mit dem dreiteiligen, dickprofiligen Flügel der Daimler L15. Er besaß Querruder und Ausgleichsflächen. Der Rumpf war mit einem rechteckigen Querschnitt und gewölbten Ober- und Unterseiten versehen. Im hinteren Rumpfbereich kam eine Halbschalenbauweise zur Anwendung, während der vordere Bereich mit Sperrholz-Formelementen gebildet wurde. Für die Motorversuchsflüge wurde die Daimler L17 mit einem 12-PS-Harley-Davidson-Motorrad-Motor am Vorderholm des freitragenden Flügelmittelstücks versehen.

## Technische Daten
| Kenngröße             | Daten                                     |
| --------------------- | ----------------------------------------- |
| Besatzung             | 1                                         |
| Passagiere            | keine                                     |
| Länge                 | 5,00 m                                    |
| Spannweite            | 10,20 m                                   |
| Höhe                  |                                           |
| Flügelfläche          |                                           |
| Flügelstreckung       |                                           |
| Leermasse             |                                           |
| max. Startmasse       |                                           |
| Reisegeschwindigkeit  |                                           |
| Höchstgeschwindigkeit |                                           |
| Dienstgipfelhöhe      |                                           |
| Reichweite            |                                           |
| Triebwerke            | ein Harley-Davidson mit 12 PS (ca. 10 kW) |